# إيمي يورك روبين
إيمي يورك روبين (بالإنجليزية: Amy York Rubin)‏ هي مخرجة أمريكية، ولدت في القرن العشرين.

## وصلات خارجية
- إيمي يورك روبين على موقع IMDb (الإنجليزية)
- إيمي يورك روبين على موقع قاعدة بيانات الفيلم (الإنجليزية)